# Alexander Pierce
Alexander Goodwin Pierce es un personaje ficticio de cómic que aparece en los libros publicados por Marvel Comics, generalmente como un personaje secundario en historias con la agencia de espionaje S.H.I.E.L.D., de la cual Pierce es un agente. El personaje, creado por Bob Harras y Paul Neary, apareció por primera vez en Nick Fury vs S.H.I.E.L.D. #3 (agosto de 1988).
El personaje es retratado por Robert Redford en la película Marvel Cinematic Universe Captain America: The Winter Soldier (2014) y Avengers: Endgame (2019).

## Biografía ficticia del personaje
Alexander Pierce nació en Long Island, Nueva York. Se especializó en la Academia S.H.I.E.L.D. en vigilancia civil, y sirve en el Departamento de Contabilidad antes de convertirse en un agente durmiente que trabaja en la decodificación de despachos de HYDRA. Después de escapar de la muerte en una emboscada en la base de HYDRA en Hong Kong, Pierce acompañó a Nick Fury al Himalaya, junto con su prisionera Madame Hydra. Incapaces de resistir el intenso frío, fueron capturados por los Deltites y llevados al satélite orbital de S.H.I.E.L.D. Con la ayuda de Madame Hydra, Pierce y un grupo de agentes de S.H.I.E.L.D. escaparon y tomaron parte en la batalla que condujo a la destrucción de las Deltites.
Más tarde aparece como el líder de uno de los equipos independientes secretos de Nick Fury, los Guerreros Secretos.

## Poderes y habilidades
Alexander Pierce no tiene poderes sobrehumanos, pero es un combatiente cuerpo a cuerpo y tirador experto.

## Otras versiones
En la realidad de Mutant X, Pierce junto con otros Agentes de S.H.I.E.L.D. lucharon contra Havok y The Six (X-Men) en la cima de la Estatua de la Libertad donde S.H.I.E.L.D. planeaba lanzar el Legacy Virus para matar a toda la vida sobrehumana.

## En otros medios

### Televisión
- Alexander Goodwin Pierce apareció en el telefilme de acción de 1998 Nick Fury: Agent of S.H.I.E.L.D., interpretado por Neil Roberts.
- En la cuarta temporada de Agents of S.H.I.E.L.D., Alexander Pierce High School es una ubicación, cuando Phil Coulson ingresa al mundo virtual de la Infraestructura, es profesor en esta escuela secundaria. Se elimina junto con el resto de la Infraestructura.

### Películas
- En la película de 1998, Nick Fury: Agent of S.H.I.E.L.D., Alexander Pierce es interpretado por Neil Roberts.
- En la película del 2014 de Marvel Studios, Captain America: The Winter Soldier, Alexander Pierce es interpretado por el actor Robert Redford[5] El líder de Hydra operando dentro de S.H.I.E.L.D., planifica el Proyecto Insight, el desarrollo de tres nuevos Helitransportes destinados a realizar un asesinato en masa de todos los ciudadanos reconocidos como una amenaza para Hydra por un algoritmo desarrollado por Arnim Zola, con el fin de permitir que Hydra obligue a la nación a rendirse. Cuando Nick Fury se convierte en sospechoso del Proyecto Insight, que fue disfrazado como un esfuerzo por reconocer y detener a los criminales y terroristas antes de sus fechorías, Pierce le ordena al Soldado de Invierno que elimine a Fury. Su plan es frustrado por éste, el Capitán América, la Viuda Negra, el Halcón y los agentes S.H.I.E.L.D. leales. Mientras que Wilson está tratando de detener el Proyecto Insight y Rogers combate al Soldado de Invierno a bordo de uno de los Helitransportes corruptos de HYDRA, Alexander trata de escapar usando a Romanoff como rehén. Sin embargo antes de abandonar el despacho, Viuda se aplica una descarga eléctrica a sí misma para desactivar el pin incendiario que le había colocado Pierce, en ese momento Fury aprovecha y abre fuego, matando a Pierce. Las últimas palabras de Pierce son "Hail Hydra".
- Redford retoma el papel en la película de 2019, Avengers: Endgame.[6] Después de la Batalla de Nueva York, Pierce envía a los agentes de su célula HYDRA para obtener el Cetro de Loki, mientras que el mismo Pierce intenta custodiar a Loki y al Tesseract, argumentando que el Tesseract pertenece al gobierno de los Estados Unidos y se opone al asunto con Thor y Tony Stark.